# 古宋乡
古宋乡原名王坟乡，是中国河南省商丘市睢阳区下辖的一个目前已经不存在的乡，2011年分为古宋街道与宋城街道。

## 行政区划
2011年被撤销之前，古宋乡下辖：王营村、常路口村、火神台村、老南关村、古宋村、香山庙村、叶园村、纠庄村、宋菜园村、张吉庄村、大吴庄村、蔡庄村、沈营村、朱庄村、曹吴庄村、曹阁村、茶庵村、许楼村、杨楼村、三里桥村、堤口村。